# Le Favril (Nord)
Le Favril è un comune francese di 478 abitanti situato nel dipartimento del Nord nella regione dell'Alta Francia.

## Società

### Evoluzione demografica
Abitanti censiti